# Sierra Aguilada
Sierra Aguilada es una sierra de poca longitud pero de grandes altitudes que se encuentra en el condado de Catrón en el estado de Nuevo México en el perímetro oriental de la Sierra Blanca de Arizona.  La región está al este del área transicional de arizona con la Barranca de Mogollón. La Sierra de Mogollón en Nuevo México se ubica al este, con una sección sur del río San Francisco separándolas.  El río se dirige al oeste, formando el límite sur de la Sierra Aguilada y posteriormente la sierra se interseca con el curso del río Gila después de atravesar la parte noroeste de la sierra de Big Lue en Arizona.